# Xibalbanus cokei
Espèce
Synonymes
- Speleonectes cokei Yager, 2013

Xibalbanus cokei est une espèce de rémipèdes de la famille des Xibalbanidae.

## Distribution
Cette espèce est endémique du Belize. Elle se rencontre dans la grotte Caye Chapel Cave.

## Publication originale
- Yager, 2013 : Speleonectes cokei, new species of Remipedia (Crustacea: Speleonectidae) from a submerged ocean cave near Caye Chapel, Belize. Zootaxa, no 3710, p. 354-362.